# Sitvia marginata
Sitvia marginata är en fjärilsart som beskrevs av Aurivillius 1894. Sitvia marginata ingår i släktet Sitvia och familjen tofsspinnare. Inga underarter finns listade i Catalogue of Life.